# XIX wiek
XVIII wiek <> XX wiek
Lata 1800. • Lata 1810. • Lata 1820. • Lata 1830. • Lata 1840. • Lata 1850. • Lata 1860. • Lata 1870. • Lata 1880. • Lata 1890.
1801 1802 1803 1804 1805 1806 1807 1808 1809 1810 1811 1812 1813 1814 1815 1816 1817 1818 1819 1820 1821 1822 1823 1824 1825 1826 1827 1828 1829 1830 1831 1832 1833 1834 1835 1836 1837 1838 1839 1840 1841 1842 1843 1844 1845 1846 1847 1848 1849 1850 1851 1852 1853 1854 1855 1856 1857 1858 1859 1860 1861 1862 1863 1864 1865 1866 1867 1868 1869 1870 1871 1872 1873 1874 1875 1876 1877 1878 1879 1880 1881 1882 1883 1884 1885 1886 1887 1888 1889 1890 1891 1892 1893 1894 1895 1896 1897 1898 1899 1900

## XIX wiek w metodologii historii
Według periodyzacji stosowanej w pracach historycznych XIX wiek niekoniecznie rozpoczął się w 1801 roku. Ze względu na przemiany w różnych dziedzinach życia za datę graniczną uznaje się częściej 1789 rok (początek rewolucji we Francji), zaś w odniesieniu do Polski 1795 (III rozbiór Polski). Za koniec XIX wieku w pracach naukowych najczęściej uznaje się 1914 lub 1918 rok.

## Wydarzenia historyczne
- 1801
  - 1 stycznia – Królestwo Wielkiej Brytanii i Królestwo Irlandii połączono w Zjednoczone Królestwo
  - 9 lutego – zawarto traktat pokojowy w Lunéville
- 1802 – podpisano francusko-brytyjski pokój w Amiens (25 marca)
- 1803 – Francja sprzedała Luizjanę Stanom Zjednoczonym za 15 mln $ (30 kwietnia)
- 1804
  - 1 stycznia – uzyskanie niepodległości przez Haiti
  - 2 grudnia – Napoleon koronuje się na cesarza Francuzów
- 1805
  - 9 sierpnia – zawiązanie III koalicji antyfrancuskiej
  - 2 grudnia – Bitwa pod Austerlitz
  - 26 grudnia – zawarto traktat pokojowy w Preszburgu
- 1806
  - 26 marca – Napoleon oficjalnie uznał prawo Andory do niepodległości
  - 12 lipca – utworzenie Związku Reńskiego
  - 14 października – klęska Prus w bitwach pod Jeną i Auerstedt
- 1807 – zawarto traktat pokojowy w Tylży (7 lipca)
- 1808 – wojska rosyjskie wtargnęły do zajmowanej przez Szwecję Finlandii (21 lutego)
- 1809
  - 5–6 lipca – Bitwa pod Wagram
  - 16 sierpnia – założenie Uniwersytetu Humboldta w Berlinie
- 1810 – we Francji wprowadzono kodeks karny Napoleona (12 lutego)
- 1811 – pierwsze miasto przekroczyło 1 mln mieszkańców (Londyn miał 1 009 546 osób)
- 1812
  - 24 czerwca – wybuch wojny francusko-rosyjskiej
  - 5–7 września – Bitwa pod Borodino
- 1813 – Bitwa pod Lipskiem (16–19 października)
- 1814 – podpisano Traktat kiloński (14 stycznia)
- 1815
  - 26 lutego – ucieczka Napoleona z wyspy Elby
  - 9 czerwca – kongres wiedeński (podpisanie aktu końcowego)
  - 18 czerwca – Bitwa pod Waterloo
  - 26 września – zawarto Święte Przymierze
- 1816
  - Rok bez lata – globalne ochłodzenie klimatu wywołane wybuchem wulkanu Tambora (5 kwietnia 1815)
  - Dojście do władzy Czaki
- 1817 – założono Nowojorską Giełdę Papierów Wartościowych (8 marca)
- 1818 – proklamowano niepodległą republikę Chile (1 stycznia)
- 1819 – pierwszy rejs statku parowego przez Atlantyk (20 czerwca)
- 1820 – została zniesiona Inkwizycja hiszpańska (9 marca)
- 1821
  - 6 marca – początek wojny o niepodległości Grecji
  - 28 lipca – ogłoszenie niepodległości przez Peru
- 1822 – proklamowanie niepodległości Grecji (13 stycznia)
- 1823 – Robert Stephenson, jego ojciec George Stephenson i Edward Pease założyli w Newcastle pierwszą na świecie fabrykę parowozów (23 czerwca)
- 1824 – wybuchła I wojna brytyjsko-birmańska (5 marca)
- 1825 – zawarto układ rosyjsko-brytyjski ustalający granicę między Alaską a Kanadą (28 lutego)
- 1826 – pierwsze trwałe zdjęcie wykonane przez Josepha Nicéphore'a Niépce (Widok z okna w Le Gras)
- 1827 – angielski aptekarz John Walker sprzedał pierwsze pudełko wynalezionych przez siebie zapałek (7 kwietnia)
- 1828 – zakończyła się ostatnia, 5. Wojna rosyjsko-perska (22 lutego)
- 1829 – w Wielkiej Brytanii i Irlandii katolicy otrzymali prawa wyborcze (13 kwietnia)
- 1830 – wybuch powstania listopadowego (29 listopada)
- 1831 – król Francji Ludwik Filip I podpisał dekret o utworzeniu Legii Cudzoziemskiej (9 marca)
- 1832 – nadawanie przez cara Rosji, Mikołaja I Statutu Organicznego Królestwu Kongresowemu (26 lutego)
- 1833 – uchwalono konstytucję Chile (25 maja)
- 1834 – na terenie całego imperium brytyjskiego zniesiono niewolnictwo (1 sierpnia)
- 1835 – pierwszy w historii zamach na prezydenta USA: w Waszyngtonie R. Lawrence strzelił z 2 pistoletów do Andrew Jacksona, chybiając celu (30 stycznia)
- 1836 – Bitwa o Alamo (23 lutego – 6 marca)
- 1837
  - 25 lutego – pierwszy silnik elektryczny (Amerykanin, Th. Davenport)
  - 20 czerwca – koronacja Wiktorii na królową Zjednoczonego Królestwa Wielkiej Brytanii i Irlandii
- 1838 – Samuel Morse po raz pierwszy zademonstrował w Morristown (New Jersey) działanie telegrafu (6 stycznia)
- 1839 – Louis Daguerre wykonał pierwsze zdjęcie Księżyca (2 stycznia)
- 1840 – w Wielkiej Brytanii wyemitowano pierwszy znaczek pocztowy Penny Black (1 maja)
- 1841 – James Clark Ross odkrył Lodowiec Szelfowy Rossa na Antarktydzie (28 stycznia)
- 1842 – w wyniku trzęsienia ziemi o sile 8,1° w skali Richtera u wybrzeży Haiti i wywołanych nim fal tsunami zginęło około 5 tys. osób (7 maja)
- 1843 – po raz pierwszy obserwowano na niebie Wielką Kometę Marcową 1843 (5 lutego)
- 1844 – Samuel Morse wysłał pierwszą wiadomość telegraficzną, która była sentencją z Biblii (24 maja)
- 1845 – francuscy fizycy Armand Fizeau i Jean Bernard Léon Foucault wykonali pierwsze zdjęcie Słońca (2 kwietnia)
- 1845 – Wielki głód w Irlandii
- 1846 – Kalifornia uznana za część Stanów Zjednoczonych Ameryki (7 lipca)
- 1847 – wielki pożar Bukaresztu (23 marca)
- 1848
  - 12 stycznia – pierwsze wybuchy w Europie powstań, znanych później jako Wiosna Ludów
  - 24 stycznia – początek gorączki złota w Kalifornii
- 1849 – odbyły się pierwsze wybory powszechne w historii Państwa Kościelnego (29 stycznia)
- 1850 – wybuch Wezuwiusza (6 lutego)
- 1851 – Wielka Wystawa światowa w Londynie (1 maja – 15 października)
- 1851–1864 – Powstanie tajpingów w Chinach
- 1852 – podpisano Konwencję Rzeki Sand, w której Wielka Brytania uznała niepodległość burskiego Transwalu (17 stycznia)
- 1853–1856 – Wojna krymska (16 października 1853 – 30 marca 1856)
- 1854 – proklamowano niepodległość Wolnego Państwa Orania (17 lutego)
- 1855 – Kamehameha IV został królem Hawajów (11 stycznia)
- 1856 – w Paryżu podpisana została deklaracja dotycząca prawa wojny morskiej potwierdzająca zniesienie piractwa i zawierająca po raz pierwszy definicję blokady morskiej (16 kwietnia)
- 1857 – II wojna opiumowa: Francja i Wielka Brytania wypowiedziały wojnę Chinom (3 marca)
- 1858 – Richard Francis Burton i John Hanning Speke jako pierwsi Europejczycy dotarli do jeziora Tanganika (13 lutego)
- 1859 – francuski dyplomata i przedsiębiorca Ferdinand de Lesseps wbił w Port Saidzie łopatę w piasek, inaugurując budowę Kanału Sueskiego (25 kwietnia)
- 1860 – pierwsze ekspedycje amerykańskiej poczty konnej Pony Express (3 kwietnia)
- 1861
  - 17 marca – zjednoczenie Włoch
  - 12 kwietnia – wybuch wojny secesyjnej w Stanach Zjednoczonych
- 1862 – podczas wojny secesyjnej doszło do pierwszej bitwy między opancerzonymi okrętami (8–9 marca: pojedynek „Virginii” z „Monitorem”)
- 1863
  - 22 stycznia – wybuch powstania styczniowego
  - 26 października – powstanie Czerwonego Krzyża
- 1864
  - 28 września – utworzenie Międzynarodowego Stowarzyszenia Robotników; I Międzynarodówka
  - 8 grudnia – papież Pius IX wydał encyklikę Quanta cura, potępiającą m.in. rozdział Kościoła od państwa, wolność sumienia oraz polityczny liberalizm
- 1865 – Izba Reprezentantów Stanów Zjednoczonych przyjęła 13. poprawkę do konstytucji, znoszącą niewolnictwo (31 stycznia)
- 1866 – Wojna siedmiotygodniowa (16 czerwca – 23 sierpnia)
- 1867 – ustanowienie Monarchii Austro-Węgierskiej (8 lutego)
- 1868 – Rewolucja Meiji w Japonii obaliła feudalny siogunat i przywróciła władzę cesarską (3 stycznia)
- 1869 – otwarcie Kanału sueskiego (17 listopada)
- 1870–1871 – Wojna francusko-pruska (19 lipca 1870 – 10 maja 1871)
- 1871
  - 18 stycznia – zjednoczenie Niemiec
  - 18 marca – Komuna Paryska
- 1872 – utworzenie Parku Narodowego Yellowstone (1 marca)
- 1873 – Japonia przyjęła kalendarz gregoriański (1 stycznia)
- 1874 – w Bernie założono Powszechny Związek Pocztowy (9 października)
- 1875 – w Montrealu rozegrano pierwszy mecz hokeja na lodzie (3 marca)
- 1876–1879 – klęska głodu w Indiach i Chinach
- 1876
  - 10 marca – pierwszy telefon (Aleksander Bell, Edynburg)
  - 20 kwietnia – Powstanie kwietniowe w Bułgarii
- 1877 – wybuch X wojny rosyjsko-tureckiej (24 kwietnia)
- 1878 – inauguracja wystawy światowej w Paryżu (2 lutego)
- 1879 – Thomas Alva Edison opatentował żarówkę (27 stycznia)
- 1880–1881 – I wojna burska (16 grudnia 1880 – 23 marca 1881)
- 1881–1898 – Powstanie Mahdiego w Sudanie
- 1882 – Robert Koch ogłosił w Berlinie wyodrębnienie bakterii prątka odpowiedzialnego za gruźlicę (24 marca)
- 1883 – wybuch wulkanu Krakatoa (20 maja)
- 1884 – niemiecki wynalazca Paul Nipkow otrzymał patent na tzw. tarczę Nipkowa, która w ogromnym stopniu przyczyniła się do rozwoju telewizji (6 stycznia)
- 1885 – na konferencji w Berlinie europejskie mocarstwa uznały prawa króla Belgów Leopolda II do dorzecza Kongo (26 lutego)
- 1886 – Benz Patent-Motorwagen Nummer 1 pierwszym automobilem (29 stycznia)
- 1887 – rozpoczęła się budowa Wieży Eiffla (28 stycznia)
- 1888 – Roundhay Garden Scene pierwszym filmem świata (14 października)
- 1889 – całkowite zaćmienie Słońca obserwowane w Kalifornii i Nevadzie (1 stycznia)
- 1890 – Masakra nad Wounded Knee – ostatnie duże starcie zbrojne pomiędzy armią Stanów Zjednoczonych Ameryki, a Indianami Wielkich Równin (29 grudnia)
- 1891 – w Londynie odbyły się I Mistrzostwa Świata w Podnoszeniu Ciężarów (28 marca)
- 1892 – odbył się pierwszy konkurs na skoczni narciarskiej w norweskim Holmenkollen (31 stycznia)
- 1893 – Rudolf Diesel opatentował silnik wysokoprężny, zwany później od jego nazwiska silnikiem Diesla (23 lutego)
- 1894 – William Kennedy Dickson francusko-szkocki konstruktor, zatrudniony przez Thomasa Edisona opatentował kamerę filmową (7 stycznia)
- 1895 – po raz pierwszy użyto promieniowania rentgenowskiego (promieni X) w celach klinicznych; w Dartmouth w stanie New Hampshire zastosowano je do zbadania i złożenia złamanej ręki (20 stycznia)
- 1896
  - pierwsze nowożytne igrzyska olimpijskie odbywają się w Atenach (6–15 kwietnia)
  - gorączka złota w Klondike (sierpień)
- 1897 – Szwajcar Matthias Zurbriggen zdobył Aconcaguę w Andach, najwyższy szczyt półkuli południowej (14 stycznia)
- 1898 – w Sankt Moritz odbyły się pierwsze zawody bobslejowe (4 stycznia)
- 1899
  - 11 października – wybuch II wojny burskiej
  - 2 listopada – powstanie bokserów w Chinach

## Władcy brytyjscyw XIX wieku
| #  | Imię       |  | Urodzony                            | Zmarł                        | Czas rządów | Rodzice |
| -- | ---------- |  | ----------------------------------- | ---------------------------- | ----------- | --- |
| 60 | Jerzy III  |  | 4 czerwca 1738 Londyn               | 29 stycznia 1820 Windsor     | 1760-1820   | Fryderyk Ludwik (1707-1751), książę Walii Augusta von Sachsen-Gotha (1719-1772), c. Fryderyka II, księcia Sachsen-Gotha-Altenburg    |
| 61 | Jerzy IV   |  | 12 sierpnia 1762 St. James’s Palace | 26 czerwca 1830 Windsor      | 1820-1830   | Jerzy III (1738-1820), król Wielkiej Brytanii Charlotta (1744-1818), c. Karola Ludwika Fryderyka, księcia Mecklemburg-Strelitz-Mirow |
| 62 | Wilhelm IV |  | 21 sierpnia 1765 Buckingham         | 20 czerwca 1837 Windsor      | 1830-1837   | Jerzy III (1738-1820), król Wielkiej Brytanii Karolina (1744-1818), c. Karola Ludwika Fryderyka, księcia Mecklemburg-Strelitz-Mirow  |
| 63 | Wiktoria   |  | 24 maja 1819 Kensington             | 22 stycznia 1901 wyspa Wight | 1837-1901   | Edward August (1767-1820), książę Kentu Wiktoria (1786-1861), c. Franciszka Fryderyka, księcia Sachsen-Coburg-Saalfeld               |

## Władcy Francjiw XIX wieku
| #  | Imię           |  | Urodzony                   | Zmarł                        | Czas rządów | Rodzice |
| -- | -------------- |  | -------------------------- | ---------------------------- | ----------- | --- |
| 51 | Napoleon I     |  | 15 sierpnia 1769 Ajaccio   | 5 maja 1821 Wyspa św. Heleny | 1804-1814   | Carlo Buonaparte (1746-1785) Maria Letizia Ramolino (1750-1836), c. Giovanniego Geronimo Ramolino                                             |
| 52 | Ludwik XVIII   |  | 17 listopada 1755 Wersal   | 16 września 1824 Paryż       | 1814-1815   | Ludwik de Bourbon (1729-1765), delfin Maria Józefa Wettin (1731-1767), c. Augusta III, króla Polski                                           |
| 53 | Napoleon I     |  | 15 sierpnia 1769 Ajaccio   | 5 maja 1821 Wyspa św. Heleny | 1815        | Carlo Buonaparte (1746-1785) Maria Letizia Ramolino (1750-1836), c. Giovanniego Geronimo Ramolino                                             |
| 54 | Ludwik XVIII   |  | 17 listopada 1755 Wersal   | 16 września 1824 Paryż       | 1815-1824   | Ludwik de Bourbon (1729-1765), delfin Maria Józefa Wettin (1731-1767), c. Augusta III, króla Polski                                           |
| 55 | Karol X Burbon |  | 9 października 1757 Wersal | 6 listopada 1836 Gorizia     | 1824-1830   | Ludwik de Bourbon (1729-1765), delfin Maria Józefa Wettin (1731-1767), c. Augusta III, króla Polski                                           |
| 56 | Ludwik Filip I |  | 6 października 1773 Paryż  | 26 sierpnia 1850 Claremont   | 1830-1848   | Filip Égalité (1747-1793), książę Orleanu Ludwika Maria Adelajda de Bourbon-Penthievre (1753-1821), c. Ludwika Jana Marii, księcia Penthievre |
| 57 | Napoleon III   |  | 20 kwietnia 1808 Paryż     | 9 stycznia 1873 Chislehurst  | 1852-1870   | Ludwik Bonaparte (1778-1846), król Holandii Hortensja de Beauharnais (1783-1837), c. wicehrabiego Aleksandra de Beauharnais                   |

## Prezydenci USAw XIX wieku
| Lp. | Prezydent                 | Objął urząd | Złożył urząd | Partia                     | Wiceprezydent                      |
| --- | ------------------------- | ----------- | ------------ | -------------------------- | ---------------------------------- |
| 2   | John Adams                | 1797        | 1801         | federalista                | Thomas Jefferson                   |
| 3   | Thomas Jefferson          | 1801        | 1809         | demokratyczny republikanin | Aaron Burr i George Clinton        |
| 4   | James Madison             | 1809        | 1817         | demokratyczny republikanin | Elbridge Gerry                     |
| 5   | James Monroe              | 1817        | 1825         | demokratyczny republikanin | Daniel Tompkins                    |
| 6   | John Quincy Adams         | 1825        | 1829         | demokratyczny republikanin | John C. Calhoun                    |
| 7   | Andrew Jackson            | 1829        | 1837         | demokrata                  | John C. Calhoun i Martin Van Buren |
| 8   | Martin Van Buren          | 1837        | 1841         | demokrata                  | Richard Johnson                    |
| 9   | William Henry Harrison    | 1841        | 1841         | Wig                        | John Tyler                         |
| 10  | John Tyler                | 1841        | 1845         | Whig                       | brak                               |
| 11  | James Knox Polk           | 1845        | 1849         | demokrata                  | George Dallas                      |
| 12  | Zachary Taylor            | 1849        | 1850         | Whig                       | Millard Fillmore                   |
| 13  | Millard Fillmore          | 1850        | 1853         | Whig                       | brak                               |
| 14  | Franklin Pierce           | 1853        | 1857         | demokrata                  | William R. King                    |
| 15  | James Buchanan            | 1857        | 1861         | demokrata                  | John Breckinridge                  |
| 16  | Abraham Lincoln           | 1861        | 1865         | republikanin               | Hannibal Hamlin i Andrew Johnson   |
| 17  | Andrew Johnson            | 1865        | 1869         | demokrata                  | brak                               |
| 18  | Ulysses Simpson Grant     | 1869        | 1877         | republikanin               | Schuyler Colfax i Henry Wilson     |
| 19  | Rutherford Birchard Hayes | 1877        | 1881         | republikanin               | William Wheeler                    |
| 20  | James Abram Garfield      | 1881        | 1881         | republikanin               | Chester Arthur                     |
| 21  | Chester Alan Arthur       | 1881        | 1885         | republikanin               | brak                               |
| 22  | Stephen Grover Cleveland  | 1885        | 1889         | demokrata                  | Thomas A. Hendricks                |
| 23  | Benjamin Harrison         | 1889        | 1893         | republikanin               | Levi Parsons Morton                |
| 24  | Stephen Grover Cleveland  | 1893        | 1897         | demokrata                  | Adlai Ewing Stevenson I            |
| 25  | William McKinley          | 1897        | 1901         | republikanin               | Garret Hobart i Theodore Roosevelt |

## Ważniejsze postacie XIX wieku

### A

John Acton

- Niels Henrik Abel (1802–1829) – matematyk norweski.
- John Acton – brytyjski pisarz polityczny.

### B

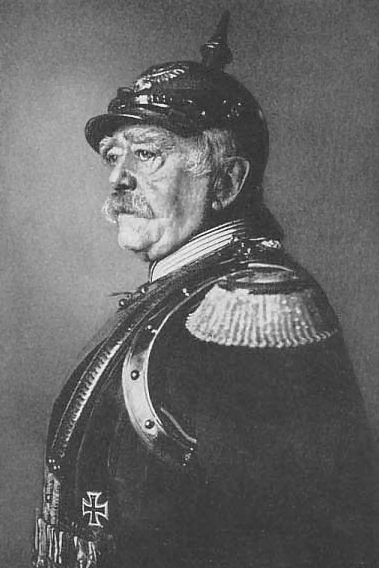
Otto von Bismarck

- Michaił Bakunin – anarchista rosyjski.
- Frédéric Bastiat – pisarz polityczny.
- Ludwig van Beethoven – kompozytor niemiecki.
- Vincenzo Bellini
- Otto von Bismarck – I kanclerz Rzeszy Niemieckiej.
- Georges Bizet
- Simón Bolívar – wenezuelski rewolucjonista.
- Johannes Brahms – kompozytor niemiecki.
- Aaron Burr – amerykański polityk.
- Frances Hodgson Burnett – angielska powieściopisarka.
- George Byron – angielski poeta, przedstawiciel romantyzmu.

### C
- Fryderyk Chopin – wybitny polski kompozytor, pianista
- Augustin Louis Cauchy
- Georg Cantor
- Jeanne Calment (1875–1997) – najdłużej żyjąca osoba w historii, której wiek został udowodniony
- Pierre de Coubertin
- Pafnutij Czebyszow

### D

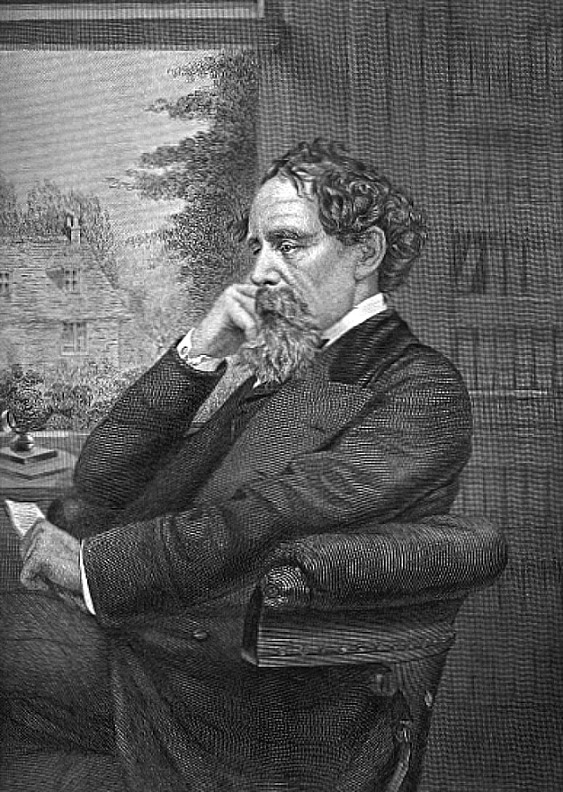
Charles Dickens

- John Dalton (1766–1844) – angielski chemik.
- Charles Darwin – biolog brytyjski, twórca teorii ewolucji.
- Jefferson Davis – prezydent Stanów Konfederacji.
- Richard Dedekind
- Charles Dickens – pisarz brytyjski.
- Benjamin Disraeli – brytyjski polityk.
- Gaetano Donizetti – włoski kompozytor.

### E
- Thomas Alva Edison – wynalazca
- Fryderyk Engels

### F
- Michael Faraday
- Franciszek Józef I (1830–1916) – cesarz Austrii i król Węgier.

### G

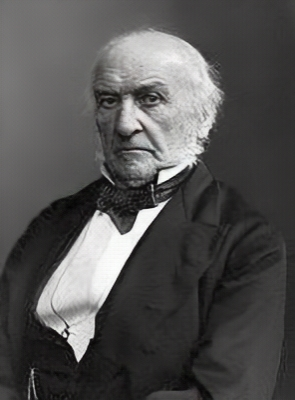
William Ewart Gladstone

- Évariste Galois (1811–1832) – francuski matematyk.
- Carl Friedrich Gauss
- William Ewart Gladstone – brytyjski polityk – liberał.
- Johann Wolfgang Goethe – pisarz niemiecki.
- Ulysses Grant – generał wojsk Unii podczas Wojny Secesyjnej, osiemnasty prezydent Stanów Zjednoczonych.

### H
- Karl Ludwig von Haller – szwajcarski konserwatywny myśliciel polityczny.
- Georg Wilhelm Friedrich Hegel – filozof niemiecki.
- Theodor Herzl – założyciel syjonizmu.
- David Hilbert
- Victor Hugo (1802–1885) – pisarz francuski epoki romantyzmu.

### K
- Robert Koch
- Ernst Eduard Kummer

### L
- Robert E. Lee – generał wojsk Konfederacji podczas Wojny Secesyjnej.
- Aleksander Lesser
- Abraham Lincoln
- Joseph Lister

### Ł
- Nikołaj Łobaczewski

### M
- Jan Matejko – polski malarz.

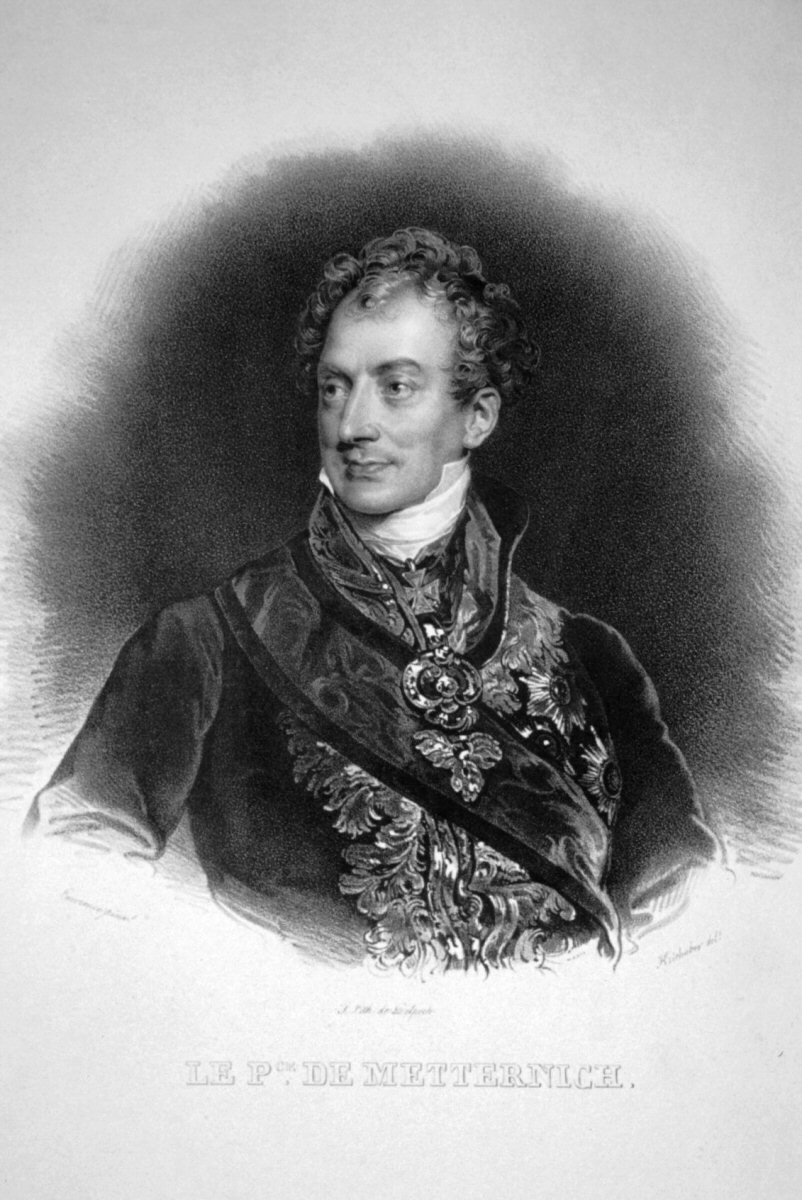
Klemens Lothar von Metternich

- Karol Marks – niemiecki filozof i socjolog.
- Henri Meilhac
- Klemens von Metternich – kanclerz Austrii.
- Giacomo Meyerbeer
- Adam Mickiewicz – poeta polski.
- Édouard Manet – malarz francuski.
- Claude Monet – malarz francuski.
- Stanisław Moniuszko – kompozytor polski.
- Giuseppe Mazzini

### N

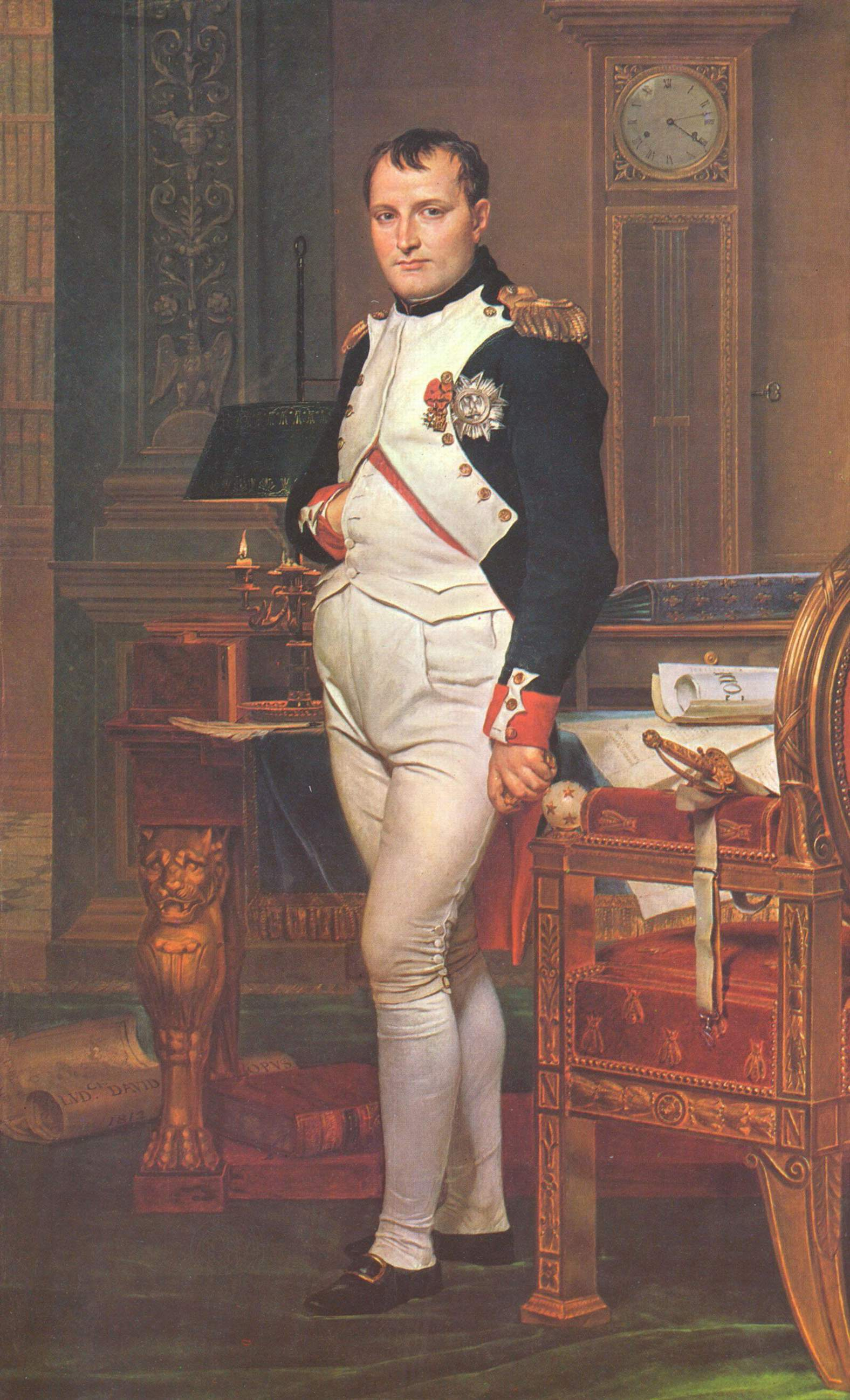
Napoleon Bonaparte

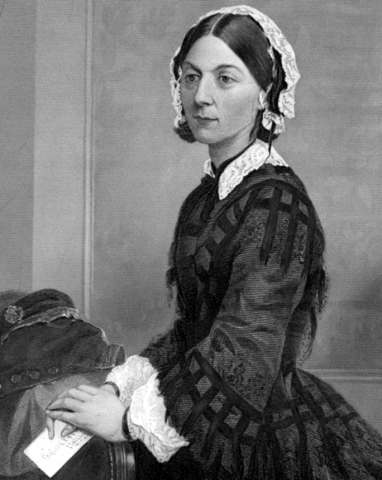
Florence Nightingale

- Napoleon Bonaparte – cesarz Francuzów.
- Florence Nightingale – twórczyni nowoczesnego pielęgniarstwa.
- Friedrich Nietzsche – filozof niemiecki.
- Alfred Nobel – wynalazca dynamitu.

### O
- Jacques Offenbach

### P
- Ignacy Jan Paderewski – pianista, kompozytor, działacz niepodległościowy i polityk polski.
- Emmeline Pankhurst – brytyjska sufrażystka.
- Ludwik Pasteur – francuski lekarz i odkrywca.
- Edgar Allan Poe – pisarz i poeta amerykański.
- Pierre-Joseph Proudhon – socjalista francuski.
- Bolesław Prus – właśc. Aleksander Głowacki pisarz polski.

### R
- Gioacchino Rossini – włoski kompozytor.
- Georg Friedrich Bernhard Riemann
- Arthur Rimbaud – poeta francuski; symbol XIX rebelii.

### S
- Eugène Scribe

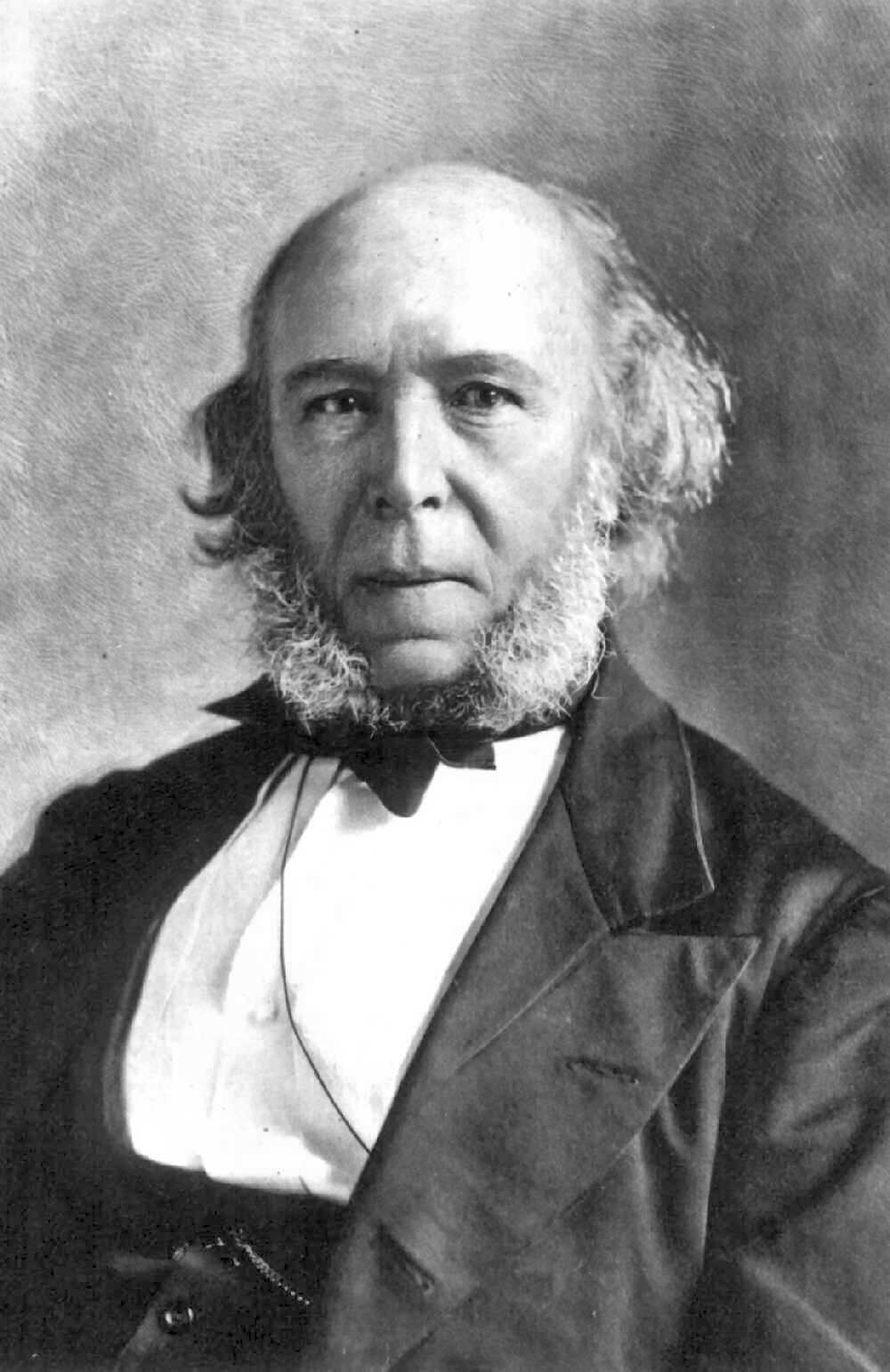
Herbert Spencer

- George Bernard Shaw – brytyjski dramaturg.
- Friedrich Schleiermacher – filozof i teolog niemiecki.
- Arthur Schopenhauer – filozof niemiecki.
- Franz Schubert – kompozytor austriacki.
- Hermann Schwarz
- Henryk Sienkiewicz – polski powieściopisarz, noblista.
- Juliusz Słowacki (1809–1849) – polski pisarz romantyzmu.
- Herbert Spencer – brytyjski liberał, filozof i myśliciel polityczny.
- George Stephenson – brytyjski konstruktor maszyn parowych.

### T

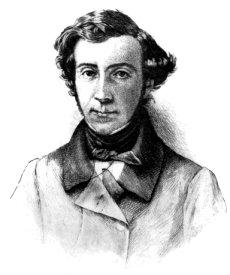
Alexis de Tocqueville

- Charles-Maurice de Talleyrand-Périgord francuski biskup i polityk.
- Nikola Tesla serbski wynalazca, poeta i malarz. Twórca koncepcji generowania i wykorzystania prądu przemiennego.
- Alexis de Tocqueville – francuski autor polityczny, liberał.
- Romuald Traugutt – oficer rosyjski, potem powstaniec polski.
- Mark Twain (1835–1910) – pisarz amerykański.
- Richard Trevithick – angielski wynalazca.

### V
- Giuseppe Verdi
- Juliusz Verne – francuski pisarz, ojciec literatury Science fiction.

### W

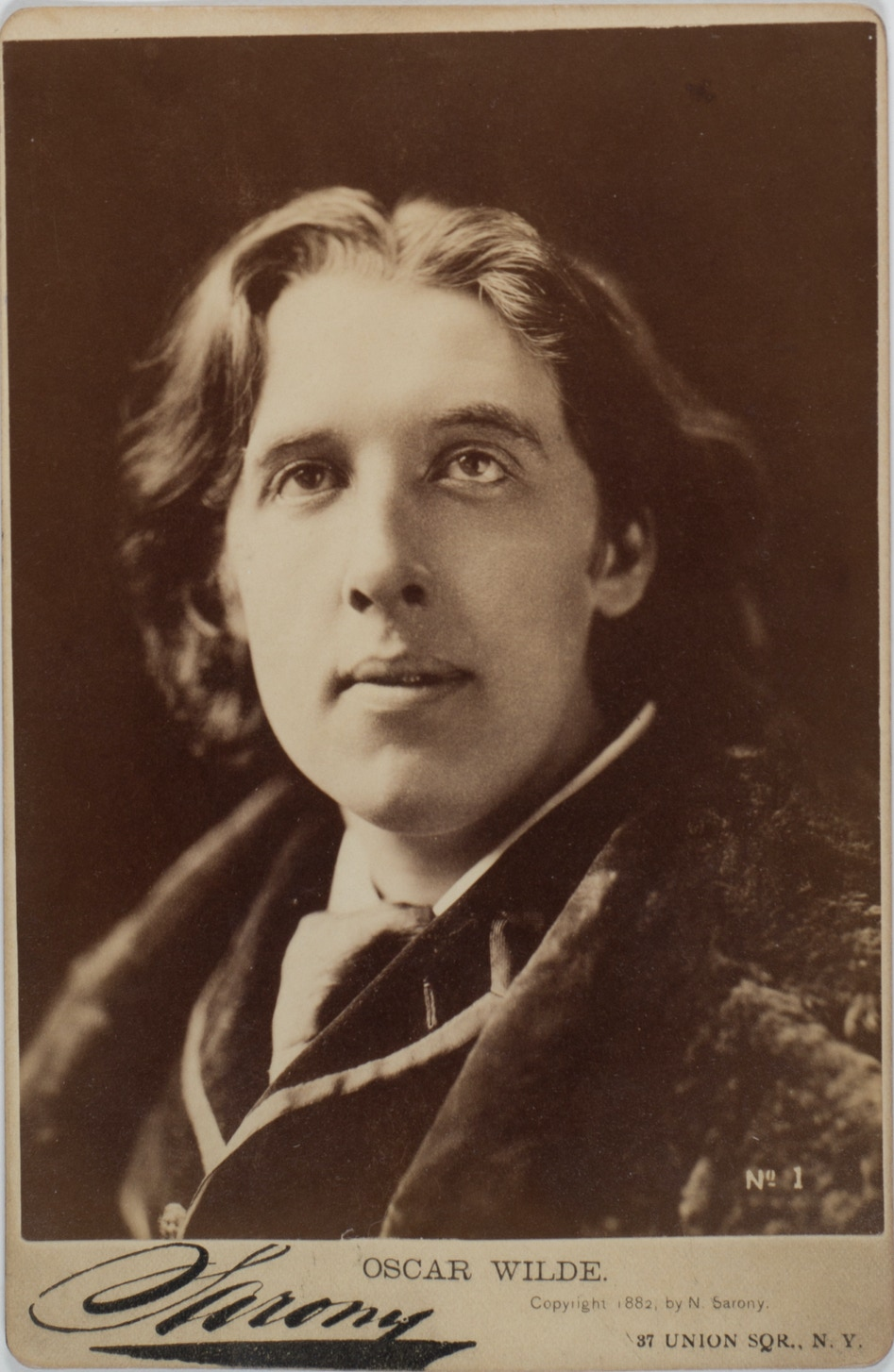
Oscar Wilde

- Richard Wagner – kompozytor niemiecki.
- Alfred Russel Wallace
- Herbert George Wells – pisarz brytyjski (science fiction).
- Aleksander Wielopolski – polski polityk konserwatysta.
- Wiktoria (królowa)
- Oscar Wilde – dramaturg brytyjski (irlandzki).
- Józef Wybicki (1747–1822) – polski pisarz, polityk, autor słów „Pieśni Legionów Polskich we Włoszech”.

### Z
- Ludwik Zamenhof